# El Capitan
El Capitan je 900 m vysoká skalní stěna v západní části Yosemitského údolí v kalifornském pohoří Sierra Nevada. Představuje jednu z významných oblastí skalního lezení.

## Zdolávání stěny
Ještě ve 30. letech 20. století bylo zdolání stěny považováno za nemožné. S vývojem lepšího horolezeckého vybavení si však mnozí lezci od 50. let stále častěji pohrávali s myšlenkou, že by stěna přece jen mohla být přelezena. První, komu se podařilo takřka kilometr svislou stěnu zdolat, byl americký lezec Warren Harding. Po jeho přelezu v roce 1958 následoval přelez Royala Robbinse, který se svým týmem ustanovil nepsaný, dodnes respektovaný standard pro lezení na El Capitan: rychlé lezení za pomocí co nejmenšího počtu fixních jistících bodů. V roce 2017 stěnu zdolal Alex Honnold, a tentokrát úplně bez jištění, o jeho výkonu byl natočený oscarový dokument Free Solo.
El Capitan patří k vyhledávaným horolezeckým lokalitám Severní Ameriky a od konce sedmdesátých let patří mezi padesát klasických severoamerických lezeckých cest. El Capitan je klasickým místem pro big wallové lezení.

## The Nose
Klasická lezecká cesta na vrchol se nazývá The Nose (Nos), poprvé ji volně přelezla Lynn Hill v roce 1993. Cesta The Nose je také vyhledávaným cílem rychlostních lezců. Tabulka níže zachycuje vývoj rychlostních rekordů. (Ačkoliv výstupy cest v této stěně trvají obvykle několik dní, nejvýkonnější lezci tuto cestu zdolali rychleji než za tři hodiny.)
| Datum      | Lezci                                  | Čas (hh:mm:ss)    |
| ---------- | -------------------------------------- | ----------------- |
| 2018-06-06 | Tommy Caldwell, Alex Honnold           | 1:58:07           |
| 2018-06-04 | Tommy Caldwell, Alex Honnold           | 2:01:50           |
| 2018-05-30 | Tommy Caldwell, Alex Honnold           | 2:10:15           |
| 2017-10-21 | Jim Reynolds, Brad Gobright            | 2:19:44           |
| 2012-06-17 | Hans Florine, Alex Honnold             | 2:23:46           |
| 2010-11-06 | Dean Potter, Sean Leary                | 2:36:45           |
| 2008-10-12 | Hans Florine, Júdži Hirajama           | 2:37:05           |
| 2008-07-02 | Hans Florine, Júdži Hirajama           | 2:43:33           |
| 2007-10-08 | Alexander a Thomas Huber               | 2:45:45           |
| 2007-10-04 | Alexander a Thomas Huber               | 2:48:30           |
| 2002-09-29 | Hans Florine, Júdži Hirajama           | 2:48:55           |
| 2001-11    | Dean Potter, Timmy O'Neill             | 3:24:20           |
| 2001-10    | Hans Florine, Jim Herson               | 3:57:27           |
| 2001-10    | Dean Potter, Timmy O'Neill             | 3:59:35           |
| 1992       | Hans Florine, Peter Croft              | 4:22              |
| 1991       | Peter Croft, Dave Schultz              | 4:48              |
| 1991       | Hans Florine, Andres Puhvel            | 6:01              |
| 1990       | Peter Croft, Dave Schultz              | 6:40              |
| 1990       | Hans Florine, Steve Schneider          | 8:06              |
| 1986       | John Bachar, Peter Croft               | 10:05             |
| 1984       | Duncan Critchley, Romain Vogler        | 09:30 (přibližně) |
| 1975       | Jim Bridwell, John Long, Billy Westbay | 17:45             |